# Maurice Piot
Maurice Fernand Piot, född 14 juli 1912 i Saint-Quentin, död 22 maj 1996 i Paris, var en fransk fäktare.
Piot blev olympisk bronsmedaljör i sabel vid sommarspelen 1952 i Helsingfors.